# Lenore Kandel
Lenore Kandel (14. ledna 1932 – 18. října 2009) byla americká básnířka. Narodila se v New Yorku do rodiny ruského a mongolského původu, ale vyrůstala v Pensylvánii; později žila v Los Angeles a New Yorku a roku 1960 se usadila v San Franciscu. Vydala několik malých knížek poezie, jedinou plnohodnotnou sbírku vydala v roce 1967 pod názvem Word Alchemy. V knize Big Sur od Jacka Kerouaca vystupuje pod jménem Romana Swartz. Ve filmové adaptaci knihy její postavu ztvárnila Stana Katic. Sama hrála ve filmu Invocation of My Demon Brother (1969) od Kennetha Angera. Zemřela na karcinom plic ve věku 77 let.